# De Gaulle, l'éclat et le secret
De Gaulle, l’éclat et le secret est une mini-série de drame historique française en 6 épisodes de 52 minutes réalisée par François Velle, diffusée entre le 2 novembre 2020 et le 9 novembre 2020 sur France 2,.
La série évoque la vie du général de Gaulle de l'appel du 18 Juin 1940 à Londres jusqu'à son décès le 9 novembre 1970 à Colombey les Deux Églises.

## Distribution
- Samuel Labarthe : Charles de Gaulle
- Constance Dollé : Yvonne de Gaulle
- Christopher Craig : Winston Churchill
- Martin Vaughan Lewis : Anthony Eden
- Geoffrey Bateman : Dwight D. Eisenhower
- Baptiste Roussillon : François Flohic
- Pierre Rochefort : Philippe de Gaulle
- Margaux Chatelier : Élisabeth de Gaulle
- Léonie Stievet : Anne de Gaulle
- Laure Josnin : Suzanne Revolle
- Anouchka Csernakova : Marguerite Potel dite Mademoiselle
- Cyril Descours : Geoffroy de Courcel
- Éric Naggar : Georges Mandel
- June Assal : Élisabeth de Miribel
- Francis Huster : André Malraux
- Alban Casterman : Philippe Leclerc de Hauteclocque
- Jean-Louis Tribes : Georges Pompidou
- Pierre Aussedat : Georges Thierry d'Argenlieu
- Jean-Michel Noirey : Michel Debré
- Philippe Ohrel : Pierre Billotte
- Paul Kaliszczak : Jacques Massu (années 1940)
- François Chattot : Jacques Massu (années 1960)
- Christophe Barbier : Alain Peyrefitte
- Stéphane Jobert : Olivier Guichard
- Saverio Maligno : Maurice Schumann (années 1940)
- Olivier Claverie : Maurice Schumann (années 1960)
- Xavier Robic : Claude Guy
- Olivier Pajot : René Coty
- Cyril Gourbet : Jean Moulin
- François Guétary : Maurice Couve de Murville
- Marc Prin : Alain de Boissieu
- Calie Grandjean : Anne de Boissieu (6 ans)
- Nina Febvre : Anne de Boissieu (10 ans)
- Emma Gamet : Geneviève de Gaulle
- Stéphane Bouvet : Georges Bidault
- Rémy Gence : Maurice Thierry
- Aloïs Menu : Officier américain
- Hervé Sogne : Pierre Koenig
- Jacques Colin : Roger Frey
- Annette Lowcay : Patronne d'hôtel
- Pierrick Dupy : Henri Rol-Tanguy
- Florian Velasco : Jacques Chaban-Delmas
- Alain Chapuis : Reporter de Matignon
- Pascal Aubert : René Capitant
- André Nowak : Maurice Thorez
- Florence Prévost : Charlotte Marchel

## Production

### Fiche technique
- Réalisateur : François Velle
- Scénario : Patrice Duhamel et Jacques Santamaria
- Dialogues : Jacques Santamaria
- Montage : Thierry Rouden et Anne Saïac
- Photographie : Marc Falchier
- Musique : Armand Amar
- Productrice : Simone Harari Baulieu
- Producteur exécutif : Rémi Lebouc
- Sociétés de production : Effervescence Fiction et France Télévisions

## Épisodes
- 1. Solitude : juin 1940 - juillet 1940 (prologue : novembre 1958)
- 2. Tous les combats du monde : juillet 1940 - juin 1944 (épilogue : novembre 1958)
- 3. Liberté, liberté chérie : août 1944 - février 1948 (épilogue : mai 1958)
- 4. Premier des Français : mai 1958 - décembre 1965
- 5. Le Chagrin des hommes : décembre 1965 - juin 1968 (prologue : mai 1968)
- 6. Crépuscule : juillet 1968 - novembre 1970 (prologue : juin 1969)

## Tournage
Le tournage a eu lieu d'octobre 2019 à janvier 2020 à Nancy, Ambleteuse, Reims et Épernay, mais aussi à Paris, notamment au palais de l'Élysée. Certaines scènes ont été tournées à La Boisserie à Colombey les Deux Églises, dans les vrais appartements du général de Gaulle.

## Audiences
La première diffusion de cette mini-série est un succès pour France Télévisions, qui arrive en tête des audiences le 2 novembre 2020 avec 4 703 000 téléspectateurs. Lors de la diffusion des épisodes suivants, le 9 novembre, 3 517 000 téléspectateurs suivent cette série historique.
| Date de diffusion     | Épisodes | Audiences     | PDM    |
| --------------------- | -------- | ------------- | ------ |
| Lundi 2 novembre 2020 | 1        | 4,77 millions | 18,4 % |
| Lundi 2 novembre 2020 | 2        | 4,64 millions | 19,7 % |
| Lundi 2 novembre 2020 | 3        | 3,77 millions | 22,5 % |
| Lundi 9 novembre 2020 | 4        | 3,58 millions | 14,6 % |
| Lundi 9 novembre 2020 | 5        | 3,45 millions | 16,0 % |
| Lundi 9 novembre 2020 | 6        |               |        |

La rediffusion de la série sur France 3, en 2023, est toutefois un échec - la chaîne se classant en 5e position des audiences, derrière W9. 

## Réception critique
Le Monde déplore la dimension hagiographique et scolaire du projet, et s'indigne des malencontreux "oublis" (comme la question algérienne ou l'affaire Mehdi Ben Barka), qui font s’interroger sur les intentions de la télévision publique. Le quotidien fustige également le didactisme des dialogues (trop explicatifs), son « esthétique compassée », la frugalité de certaines évocations visuelles, sans doute justifiée par le manque de moyens, et le mimétisme régissant la direction d'acteurs qui aboutit à une tautologie (« si de Gaulle agit ainsi, c’est parce qu’il est de Gaulle »). 
Télérama évoque une ambition louable mais un résultat « assez lourdingue et trop hagiographique », lesté de dialogues « trop souvent empesés et artificiels », d'un acteur grimé à l'excès et de moments d'intimité qui « manquent franchement de subtilité ». 
Dans l'émission Une heure en série, sur France Inter, la série est qualifiée d'hagiographique, offrant une reconstitution qui se veut exhaustive mais qui passe sous silence tout ce qui pourrait écorner le mythe : l’évocation de l'entrée de Jean Moulin au Panthéon y dure autant de temps que la guerre d'Algérie et la série ne mentionne même pas le massacre du 17 octobre 1961. 
La Croix déplore le manque de souffle de la série, gâchée par une « mise en scène trop classique, voire empesée » et la rigidité solennelle de son acteur principal. 
Le Nouvel Obs évoque une fiction « prévisible » sans véritable point de vue, tiraillée « entre son devoir pédagogique et ses velléités intimistes, [donnant] la fâcheuse impression de survoler l’essentiel (la Seconde Guerre mondiale mériterait une saison à elle seule), tout en se noyant dans les détails ». Le journal souligne également la lourdeur des dialogues, trop didactiques et littéraux, et le « concours géant de sosies » auquel se prête la direction d'acteurs. 